# Declan Donnellan
Declan Michael Martin Donnellan, född 4 augusti 1953 i Manchester, är en engelsk teaterregissör.

## Biografi
Declan Donnellan studerade litteraturvetenskap och juridik vid Queens' College cid University of Cambridge där han även var aktiv vid studentteatern. Han räknas sedan årtionden som en av Storbritanniens ledande regissörer. Tillsammans med scenografen Nick Ormerod grundade han 1981 den internationellt verksamma teatergruppen Cheek by Jowl i London som duon fortfarande leder.
Cheek by Jowl samarbetar med Théâtre des Bouffes-du-Nord i Paris och Pusjkinteatern i Moskva där Donnellan regisserat flera internationellt uppmärksammade uppsättningar, bland annat Alfred Jarrys Ubu roi 2013 med Bouffes-du-Nord och William Shakespeares Lika för lika med Pusjkinteatern 2016 som gästspelade på Kronborgs slott i Helsingör. Han har även regisserat hos Royal National Theatre i London, Konstnärliga teatern i Moskva, Malyjteatern i Sankt Petersburg. 1998 satte han upp Pierre Corneilles Le Cid för Avignonfestivalen. Samma år gästspelade Cheek by Jowl på Dramaten med Shakespeares Much Ado About Nothing (Mycket väsen för ingenting) i regi av Donnellan. Han har vunnit ett flertal priser för sina uppsättningar, bland annat har han tilldelats Laurence Olivier Award fyra gånger; första gången 1985 som bästa nykomling bland regissörer samt 1998, 1990 och 1995 för bästa regi. 1987 erhöll han Critics' Circle Theatre Award för uppsättningen Twelfth Night (Trettondagsafton). I boken The Actor and the Target uttrycker han sina tankar om teater.
Declan Donnellan är framförallt en klassikerregissör och räknas till samtidens främsta Shakespeare-uttolkare. Som klassikertolkare lyfter han alltid fram det aktuella hos pjäserna, ofta förflyttade i tid. Hans uppsättningar präglas av starkt ensemblespel. Enligt Donnellan är människor naturliga skådespelare. Han menar att skådespelarna skall fokusera på föränderliga, rörliga impulser i relationen till medspelarna och den situation de befinner sig i, osäkerhet är en tillgång. Skådespeleri handlar om att man måste skala bort jagcentrerade uppfattningar för att utforska rollens egenskaper som ett mål man närmar sig utifrån. Han för därmed vidare Peter Brooks undersökande instuderingsmetod och är avvisande till Konstantin Stanislavskijs metod där skådespelarna skall känna sig in i rollen.

## Utmärkelser
- Riddare av Arts et Lettres-orden,  2004
- Officer av Brittiska imperieorden,  2017
- Premio Fuente de Castalia,  2019[3]
- Laurence Olivier Award
- Ryska vänskapsorden

[Redigera Wikidata]